# Projekt 658
Projekt 658 (NATO-rapporteringsnamn Hotel-klass) var Sovjetunionens första atomdrivna robotubåt.
Ubåtsklassen togs i tjänst 1959 och delade en stor del av konstruktionen med Projekt 627 Kit och därmed också många av dess barnsjukdomar, framför allt reaktorproblemen.

## Utveckling
25 augusti 1956 fattade Sovjetunionens ministerråd beslut om att det skulle konstrueras en ubåt, som kunde bära med sig kärnvapenbestyckade ballistiska robotar, och som kunde hålla sig dold under ytan under hela patrullen. Den skulle också ha tillräcklig räckvidd för att kunna patrullera en längre tid utanför USA:s öst- och västkust. För att uppnå det behövde ubåten vara atomdriven.
Den tekniska specifikationen blev klar i december 1956 och den första ubåten K-19 började byggas 17 september 1958. Konstruktionen var baserad på Projekt 627 Kit men med förlängt skrov och ett nytt torn med plats för tre avfyringstuber för R-13-robotar. Robotarna kunde ursprungligen bara avfyras från ytläge, men de modifierade ubåtarna av klass Projekt 658M fick R-21-robotar som kunde avfyras från periskopdjup.
Samtliga ubåtar i klassen tjänstgjorde fram till slutet av 1980-talet då de avrustades och skrotades. Ubåtarna K-19, K-55 och K-178 fick sina robotsystem avlägsnade redan i början av 1980-talet och användes sista åren som utbildningsfartyg.

## Modifierade ubåtar

### Projekt 658M
Sju ubåtar (K-19, K-16, K-33, K-40, K-55, K-149 och K-178) uppgraderade med R-21-robotar.

### Projekt 701
En ubåt (K-145) användes som provplattform för robotsystemet R-29. Ubåten förlängdes med 15 meter och fick en ”puckelrygg” med sex avfyringstuber.

## Fartyg i klassen
| Namn  | Påbörjad          | Sjösatt           | Tagen i tjänst   | Avrustad      |
| ----- | ----------------- | ----------------- | ---------------- | ------------- |
| K-19  | 17 oktober 1958   | 11 oktober 1959   | 12 november 1960 | 1991, skrotad |
| K-33  | 9 februari 1959   | 6 augusti 1960    | 24 december 1960 | 1987, skrotad |
| K-55  | 5 augusti 1959    | 18 september 1960 | 27 december 1960 | 1989, skrotad |
| K-40  | 6 december 1959   | 18 juni 1961      | 27 december 1961 | 1987, skrotad |
| K-16  | 5 maj 1960        | 31 juli 1961      | 28 december 1961 | 1987, skrotad |
| K-145 | 21 januari 1961   | 30 maj 1962       | 31 oktober 1962  | 1989, skrotad |
| K-149 | 12 april 1961     | 20 juli 1962      | 27 oktober 1962  | 1991, skrotad |
| K-178 | 11 september 1961 | 1 april 1962      | 8 december 1962  | 1990, skrotad |

## Incidenter
Den första ubåten i klassen, K-19, fick snabbt rykte om sig att vara otursförföljd. Hon drabbades av tre allvarliga incidenter under sin tjänstetid.
4 juli 1961 drabbades K-19 av en läcka i en av reaktorernas kylsystem. Reaktorn nödstoppades, men utan kylvatten fortsatte temperaturen att stiga. Eftersom reaktorn saknade nödkylning blev en grupp på åtta maskinister tvungna att utsätta sig för extremt höga doser joniserande strålning medan de tillverkade ett improviserat nödkylsystem. K-19 undsattes av ubåten S-270 som bogserade henne tillbaka till Severomorsk där hon sanerades, båda reaktorerna samt all annan kontaminerad utrustning byttes ut. Hon uppgraderades samtidigt till Projekt 658M. Hon togs i tjänst igen sista december 1963, nu med det inofficiella öknamnet Hiroshima. Filmen K-19: The Widowmaker från 2002 är baserad på denna incident.
12 april 1963 kolliderade K-33 med det finska fraktfartyget M/S Finnclipper i Kattegatt. Båda fartygen sprang läck men Finnclipper kunde fortsätta mot sin destination. K-33 avbröt sin patrull och återvände till Murmansk. Kaptenen på Finnclipper avlade en sjöförklaring när fartyget anlände till New York, men den hemligstämplades och kollisionen förblev hemlig i över fyrtio år.
15 november 1969 drabbades K-19 av ytterligare ett tillbud då hon kolliderade med den amerikanska ubåten USS Gato i Barents hav.
24 februari 1972 utbröt en brand i maskinrummet på K-19. 28 besättningsmän omkom i branden och 12 blev instängda i aktre torpedrummet och kunde undsättas först efter 24 dygn då K-19 bogserats in till Severomorsk.